# Sylvia deserti
Sylvia deserti là một loài chim trong họ Sylviidae.